# Actinotia conjuncta
Actinotia conjuncta là một loài bướm đêm trong họ Noctuidae.